# Weinbergspark

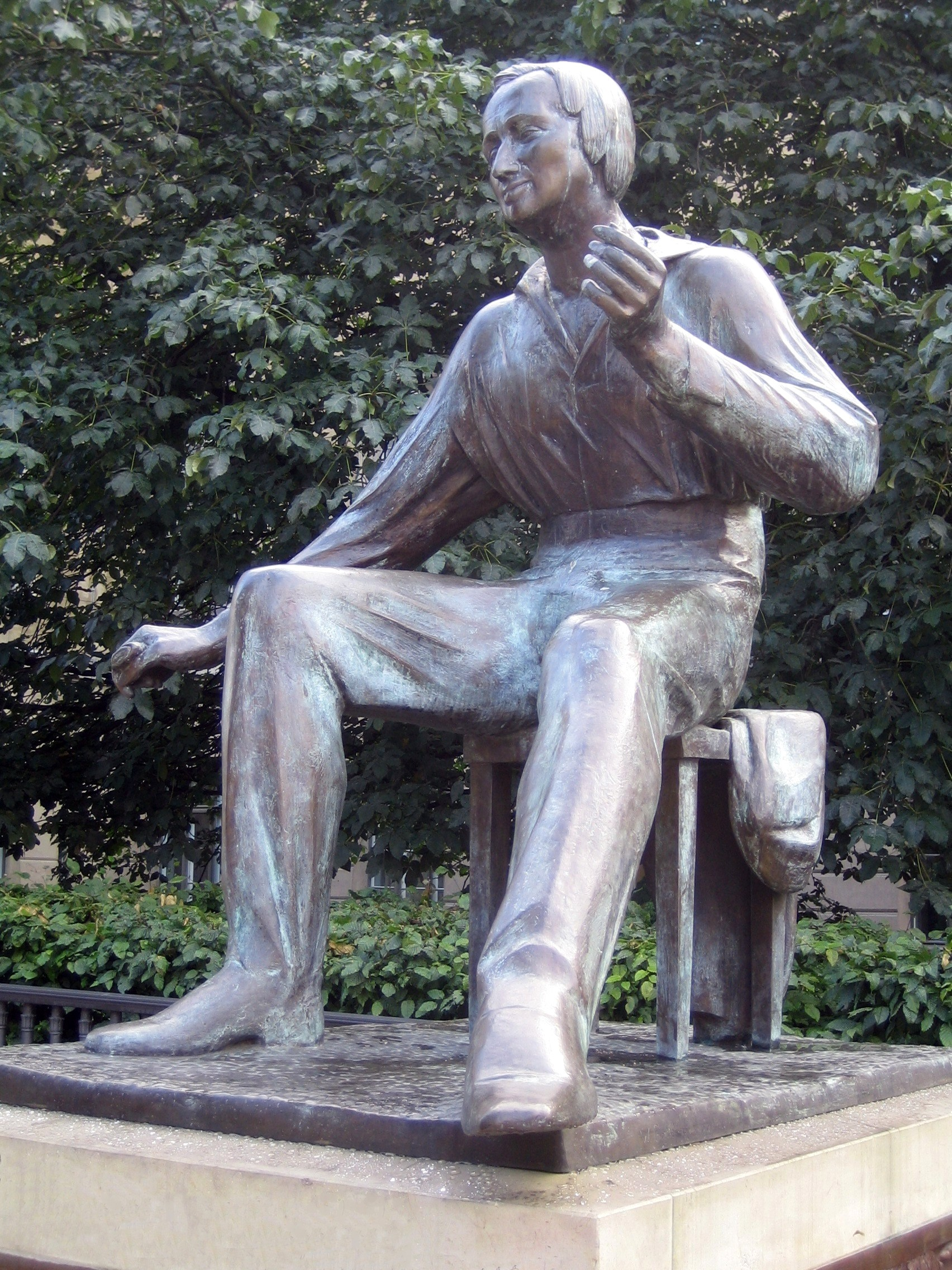
Heinrich-Heine-gedenkteken van Waldemar Grzimek

Het Volkspark am Weinberg (ook Weinbergspark) is het enige stadspark in het Berlijnse stadsdeel Mitte en heeft een oppervlakte van ongeveer 4,3 ha. Het wordt begrensd door de Weinbergsweg in het zuidoosten, de Brunnenstraße in het zuidwesten, de Veteranenstraße in het noordwesten en de Fehrbelliner Straße in het noordoosten. De naam is afgeleid van de vroegere wijngaarden, die daar vroeger lagen. In het park bevindt zich onder meer een monument ter herinnering van Heinrich Heine.